# 宁波教育博物馆
宁波教育博物馆（英語：Ningbo Museum of Education）是一座位于浙江宁波的博物馆，馆长是黄兴力。

## 历史
2015年5月16日建成开馆，位于宁波市海曙区和义路106号甬江女子中学教学楼旧址，毗邻宁波万豪酒店。馆名由乔石题写。建筑面积2,385平方米。馆藏实物文物3600多件，电子档案600余件。

## 营业时间
- 周二至周日：上午九点至下午四点半
- 周一闭馆

## 交通
- 宁波轨道交通1号线、2号线鼓楼站